# Entriegelungssystem
Bei einem Entriegelungssystem handelt es sich um ein System zum Freigeben (Entriegeln) einer Kraft. Mittels einer Aktivierungsenergie in einem Energiewandler wird das System entriegelt. Als Energiewandler werden Elektromagnete, Pyrotechnik, pneumatische und hydraulische Antriebe oder die Handkraft eingesetzt.

## Entriegelungssysteme in der Kraftfahrzeugtechnik

### Entriegelungssysteme für die Überrollschutzvorrichtung eines Cabriolets
Viele moderne Cabrios verfügen über eine aktive Überrollschutzvorrichtung, die im Falle eines Überschlages in weniger als 150 Millisekunden einen Überrollbügel zum Schutz des Kopfbereich der Passagiere ausfahren können. Die Überrollbügel verfügen über sehr starke Druckfedern, die den Bügel aufstellen. Um die an den Bügeln angreifenden Kräfte zu entriegeln, werden meistens elektromagnetisch angetriebene Entriegelungssysteme eingesetzt. 
Durch den Einzug der Airbags in fast jedes moderne Kraftfahrzeug kam es auch zur Verwendung von pyrotechnischen Aktoren als Energiequelle im Entriegelungssystem. 
Da der Elektromagnet über deutlich geringere Kräfte verfügt als die Pyrotechnik, muss durch eine Mechanik die angreifende Federkraft aus dem Bügel übersetzt werden, um durch den Elektromagneten schaltbar zu sein. Aber auch bei der Pyrotechnik als Energiequelle wird eine Übersetzung in Anspruch genommen, um die Kraft zu reduzieren. 
Der Vorteil elektromagnetischer Lösungen ist die Reversierbarkeit, was eine Prüfung des Systems zulässt und bei einer Fehlauslösung keine Reparatur notwendig macht. 
Nachteilig ist die zur Übersetzung der Kraft notwendige Mechanik, die aufwendiger als bei einer pyrotechnischen Lösung gestaltet werden muss.
Der Vorteil der Pyrotechnik ist die deutlich höhere Energie, die im Treibsatz gespeichert ist, sowie die kurze Auslösezeit.
Nachteilig ist, das dieses Sicherheitssystem nicht auf Funktionsfähigkeit überprüft werden kann, ohne es zu zerstören. Diesen Nachteil haben allerdings alle pyrotechnischen Systeme in Kraftfahrzeugen, beispielsweise auch Airbags, Gurtstraffer usw.

### Entriegelungssysteme zur Aktivierung eines aktiven Fußgängerschutzes
Ähnlich wie bei einem Entriegelungssystem für einen Überrollschutz muss zur Aktivierung eines aktiven Fußgängerschutzes eine recht hohe angreifende Kraft entriegelt werden. Typischerweise handelt es sich hierbei um die Aufstellung einer Motorhaube. Der wesentliche Unterschied liegt in den deutlich höheren Kräften, die die Motorhaube in sehr kurzer Zeit vor der Kollision mit dem Kopf des Fußgängers aufstellen müssen. Ähnlich wie beim Überrollschutz finden sowohl magnetische als auch pyrotechnische Lösungen Anwendung.